# Jehonatan Jifrach
Jehonatan Jifrach (hebrejsky: יהונתן יפרח, žil 24. října 1929 – 19. dubna 2008) byl izraelský politik a poslanec Knesetu za stranu Ma'arach.

## Biografie
Narodil se v Maroku. V roce 1951 přesídlil do Izraele. Byl členem kibucu Bror Chajil, od roku 1957 žil ve městě Sderot.

## Politická dráha
V Maroku se angažoval v sionistickém hnutí ha-Bonim. Byl pak instruktorem tohoto hnutí mezi Židy v Alžírsku. Vedl přípravnou skupinu uchazečů o imigraci ve Francii. V letech 1957–1959 byl tajemníkem zaměstnanecké rady v Sderot, v letech 1962–1971 byl starostou tohoto města.
V izraelském parlamentu zasedl po volbách v roce 1969, do nichž šel za Ma'arach. Stal se členem parlamentního výboru pro ekonomické záležitosti, výboru finančního, výboru pro veřejné služby a výboru pro záležitosti vnitra. Ve volbách v roce 1973 mandát neobhájil.